# Grande Prêmio da Bélgica de 1963
Resultados do Grande Prêmio da Bélgica de Fórmula 1 realizado em Spa-Francorchamps à 9 de junho de 1963. Segunda etapa da temporada, a prova foi vencida pelo britânico Jim Clark.

## Classificação da prova
| Pos. | Nº | Piloto                  | Construtor     | Voltas | Tempo/Diferença       | Grid | Pontos |
| ---- | -- | ----------------------- | -------------- | ------ | --------------------- | ---- | ------ |
| 1    | 1  | Jim Clark               | Lotus-Climax   | 32     | 2:27:47.6             | 8    | 9      |
| 2    | 14 | Bruce McLaren           | Cooper-Climax  | 32     | + 4:54.0              | 5    | 6      |
| 3    | 18 | Dan Gurney              | Brabham-Climax | 31     | + 1 volta             | 2    | 4      |
| 4    | 8  | Richie Ginther          | BRM            | 31     | + 1 volta             | 9    | 3      |
| 5    | 12 | Jo Bonnier              | Cooper-Climax  | 30     | + 2 voltas            | 13   | 2      |
| 6    | 29 | Carel Godin de Beaufort | Porsche        | 30     | + 2 voltas            | 18   | 1      |
| 7    | 15 | Tony Maggs              | Cooper-Climax  | 27     | Acidente              | 4    |        |
| 8    | 24 | Tony Settember          | Scirocco-BRM   | 25     | Acidente              | 19   |        |
| Ret  | 9  | John Surtees            | Ferrari        | 19     | Injeção               | 10   |        |
| Ret  | 7  | Graham Hill             | BRM            | 17     | Câmbio                | 1    |        |
| Ret  | 22 | Lucien Bianchi          | Lola-Climax    | 17     | Acidente              | 16   |        |
| Ret  | 5  | Jim Hall                | Lotus-BRM      | 16     | Acidente              | 12   |        |
| Ret  | 28 | Jo Siffert              | Lotus-BRM      | 16     | Acidente              | 14   |        |
| Ret  | 26 | Phil Hill               | ATS            | 13     | Câmbio                | 17   |        |
| Ret  | 17 | Jack Brabham            | Brabham-Climax | 12     | Injeção               | 6    |        |
| Ret  | 21 | Chris Amon              | Lola-Climax    | 10     | Vazamento de óleo     | 15   |        |
| Ret  | 4  | Innes Ireland           | BRP-BRM        | 9      | Câmbio                | 7    |        |
| Ret  | 10 | Willy Mairesse          | Ferrari        | 7      | Injeção               | 3    |        |
| Ret  | 27 | Giancarlo Baghetti      | ATS            | 7      | Câmbio                | 20   |        |
| Ret  | 2  | Trevor Taylor           | Lotus-Climax   | 5      | Cansaço físico        | 11   |        |
| WD   | 3  | Peter Arundell          | Lotus-Climax   |        | Sem carro             |      |        |
| WD   | 11 | Ludovico Scarfiotti     | Ferrari        |        | Sem carro             |      |        |
| WD   | 19 | Lorenzo Bandini         | BRM            |        | Carro retido pela BRM |      |        |
| WD   | 25 | Ian Burgess             | Scirocco-BRM   |        | Carro inconcluso      |      |        |

## Tabela do campeonato após a corrida
|   | Pos. | Piloto         | Pontos |
| - | ---- | -------------- | ------ |
| 2 | 1    | Bruce McLaren  | 10     |
| 6 | 2    | Jim Clark      | 9      |
| 2 | 3    | Graham Hill    | 9      |
| 2 | 4    | Richie Ginther | 9      |
| 5 | 5    | Dan Gurney     | 4      |

|   | Pos. | Construtor     | Pontos |
| - | ---- | -------------- | ------ |
|   | 1    | BRM            | 12     |
| 2 | 2    | Lotus-Climax   | 10     |
| 1 | 3    | Cooper-Climax  | 10     |
| 1 | 4    | Brabham-Climax | 4      |
| 2 | 5    | Ferrari        | 3      |

- Nota: Somente as primeiras cinco posições estão listadas. Apenas os seis melhores resultados, dentre pilotos ou equipes, eram computados visando o título. Neste ponto esclarecemos: na tabela dos construtores figurava somente o melhor colocado dentre os carros de um time.